# Los Morochucos
Los Morochucos erano un gruppo folk creolo del Perù. Molte delle loro canzoni si concentrano sulla città di Lima e sulla vita di campagna. Fu formato dal 1945 al 1946 da Augusto Ego-Aguirre e Luis Sifuentes. Successivamente, dal 1947 al 1962 da Óscar Avilés, Augusto Ego-Aguirre e Alejandro Cortéz, trio considerato uno dei migliori della canzone creola peruviana. Il gruppo è stato attivo per quindici anni.

## Storia
Suonavano canzoni di molti compositori, come Chabuca Granda, Felipe Pinglo Alva, Pablo Casas Padilla, Eduardo Márquez Talledo, Alicia Maguiña, Alberto Condemarín, Augusto Polo Campos e altri. Augusto Ego-Aguirre e Luis Sifuentes iniziarono l'era dei Los Morochucos, iniziando la loro vita artistica sotto il nome di "Los Chamacos"; interpretarono i suoni delle loro origini, la musica messicana, nelle stazioni radio "Mundial", "Miraflores", e "Internacional", arrivando ad apparire in un numero infinito di locali, tra cui il famoso "Tabaris" e nella radio "Splendid" dell'Argentina. È a Buenos Aires dove Luis Sifuentes cesserà di vivere a causa della peritonite il 26 maggio 1946. In seguito lo sostituirà, ma per un breve periodo, Dante Miller. Erano tempi di trionfo per la musica peruviana, il boom di Los Embajadores Criollos, quello di Los Chalanes del Perú e di tutti i grandi del criollismo. La gloria dell'appoggio delle numerose stazioni radio che hanno scommesso sulla diffusione di questa musica è stata rilevante in questo senso. I direttori delle radio si combattevano per le primizie, con i contratti sostanziosi che facevano agli artisti.
La loro formazione più nota e di successo era composta da Alejandro Cortés Seminario, Augusto Ego-Aguirre e Oscar Avilés, che fu attiva per 15 anni. Si separarono nel 1973. Durante questo ultimo anno della loro carriera, il trio era composto da Rafael Matallana, Augusto Ego-Aguirre e Oscar Avilés. Avilés e Cortez continuarono la loro carriera artistica, il primo facendo un duetto con Arturo "Zambo" Cavero e il secondo da solista, mentre Ego-Aguirre si ritirò definitivamente.
Hanno partecipato a film con Luis Aguilar, Libertad Leblanc, Nadia Milton del produttore messicano Alfonso Rosas Priego.
Si erano specializzati nell'interpretazione di valzer romantici, nella loro prima fase originale e nella seconda fase, per lo più copertine di grandi classici della musica creola. Tra questi, i più noti tra i tanti LP che registrarono c'erano: "El Huerto de mi Amada" (Felipe Pinglo), "Anita" (Pablo Casas), "Nube Gris" (Eduardo Marquéz Talledo) , "Cuando Llora mi guitarra" (Augusto Polo Campos), tra gli altri.
Si sono esibiti in vari luoghi, tra i qualu spiccava El Grill Bolivar, poiché erano i primi artisti peruviani ad apparire in questo importante hotel della città di Lima.
Dalla conformazione più nota del trio, i suoi membri negli ultimi 35 anni hanno cessato di esistere.

## Discografia
| Catalogo      | Titolo                                      | Casa Discografica |
| LD 1430       | Mensaje de Peruanidad                       | ODEÓN - IEMPSA    |
| LD 1321       | Caballeros de la Canción Criolla            | ODEÓN - IEMPSA    |
| LD 1373       | Guitarras y Voces                           | ODEÓN - IEMPSA    |
| ELD 1462      | En Hollywood                                | ODEÓN - IEMPSA    |
| ELD 1518      | Antología del Vals Peruano                  | LIDER - IEMPSA    |
| ELD 1634      | Pinglo & Chabuca                            | LIDER - IEMPSA    |
| ELD 1635      | Canela Fina                                 | LIDER - IEMPSA    |
| ELD 2006      | Homenaje a la Patria en el Sesquicentenario | ODEÓN - IEMPSA    |
| ELD 2113      | Morochucos 72'                              | IEMPSA            |
| LPL 1108      | Otra Vez!... Los Morochucos                 | Sono Radio        |
| CAP 1005      | Y las Canciones que traen Recuerdos         | R.C.A - Camden    |
| CAP 1009      | Avilés, Cortéz, Ego Aguirre                 | R.C.A - Camden    |
| ELD 03.01.404 | Sus Mejores Canciones                       | ODEÓN - IEMPSA    |

## Collezioni di compact disc
- Los Morochucos vol. I - Iempsa.
- Los Morochucos vol. II - Iempsa.
- Los Morochucos vol. III - Iempsa.
- Los Morochucos : Canela Fina - Iempsa.
- Los Morochucos : Evocación a la Patria Vieja - Iempsa.

## Artisti collegati
- Jorge Huirse
- Los Troveros Criollos
- Fiesta Criolla
- Los Embajadores Criollos
- Los Chamas